# Ghissignies British Cemetery
Le cimetière « Ghissignies British Cemetery    » est un cimetière militaire  de la Première Guerre mondiale situé sur le territoire de la commune de Ghissignies, Nord. 

## Localisation
Ce cimetière est situé à côté du cimetière communal, route de la Victoire.

## Historique
Occupé dès la fin août 1914 par les troupes allemandes, Ghissignies est resté loin du front jusqu'au 24 octobre 1918 date à laquelle le village fut le théâtre de violents combats avant d'être libéré dans les jours suivants .

## Caractéristique
Ce cimetière comporte 118 sépultures de soldats britanniques tombés pour la plupart entre le 24 octobre et le 9 novembre 1918.

## Galerie

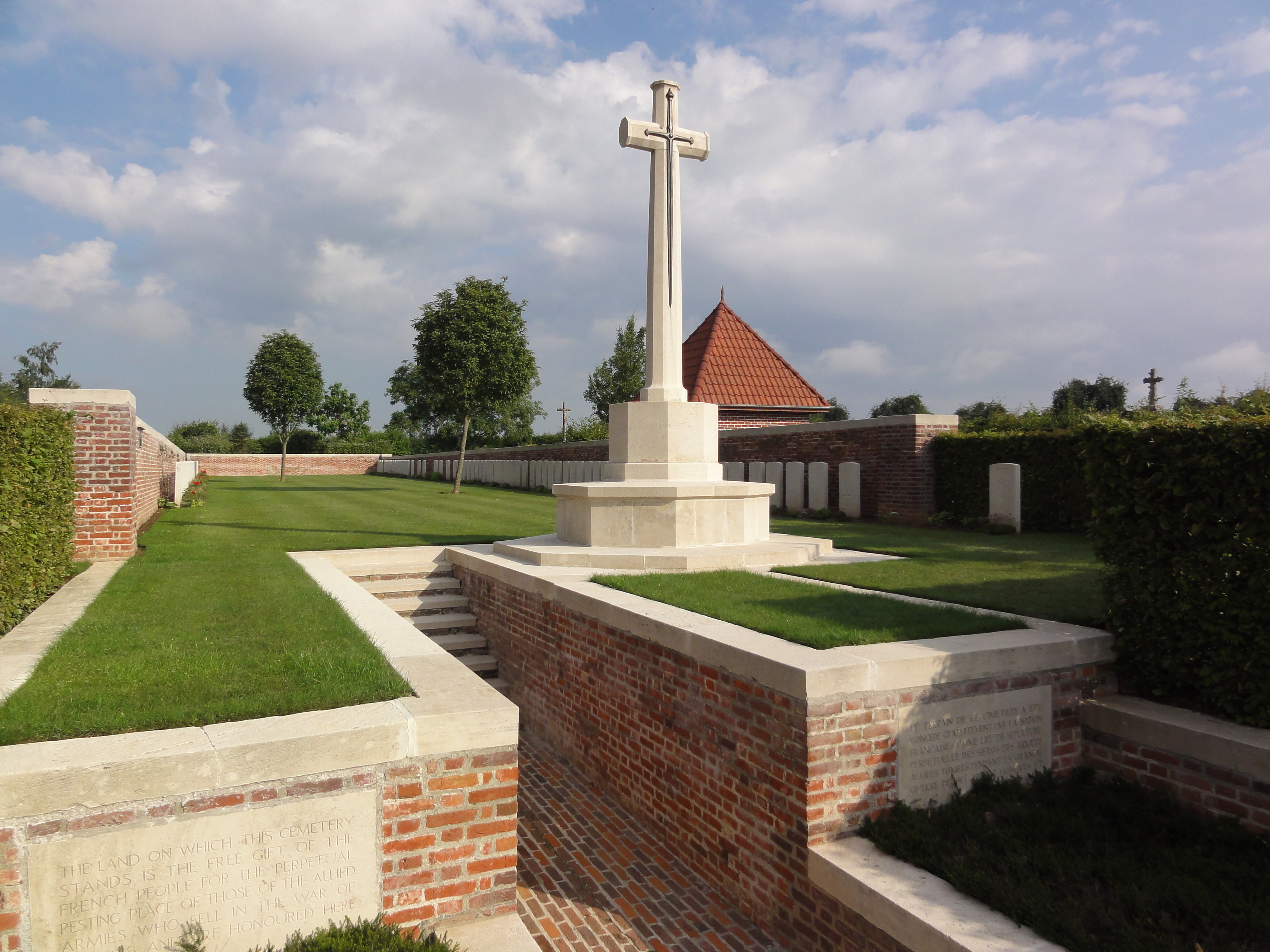
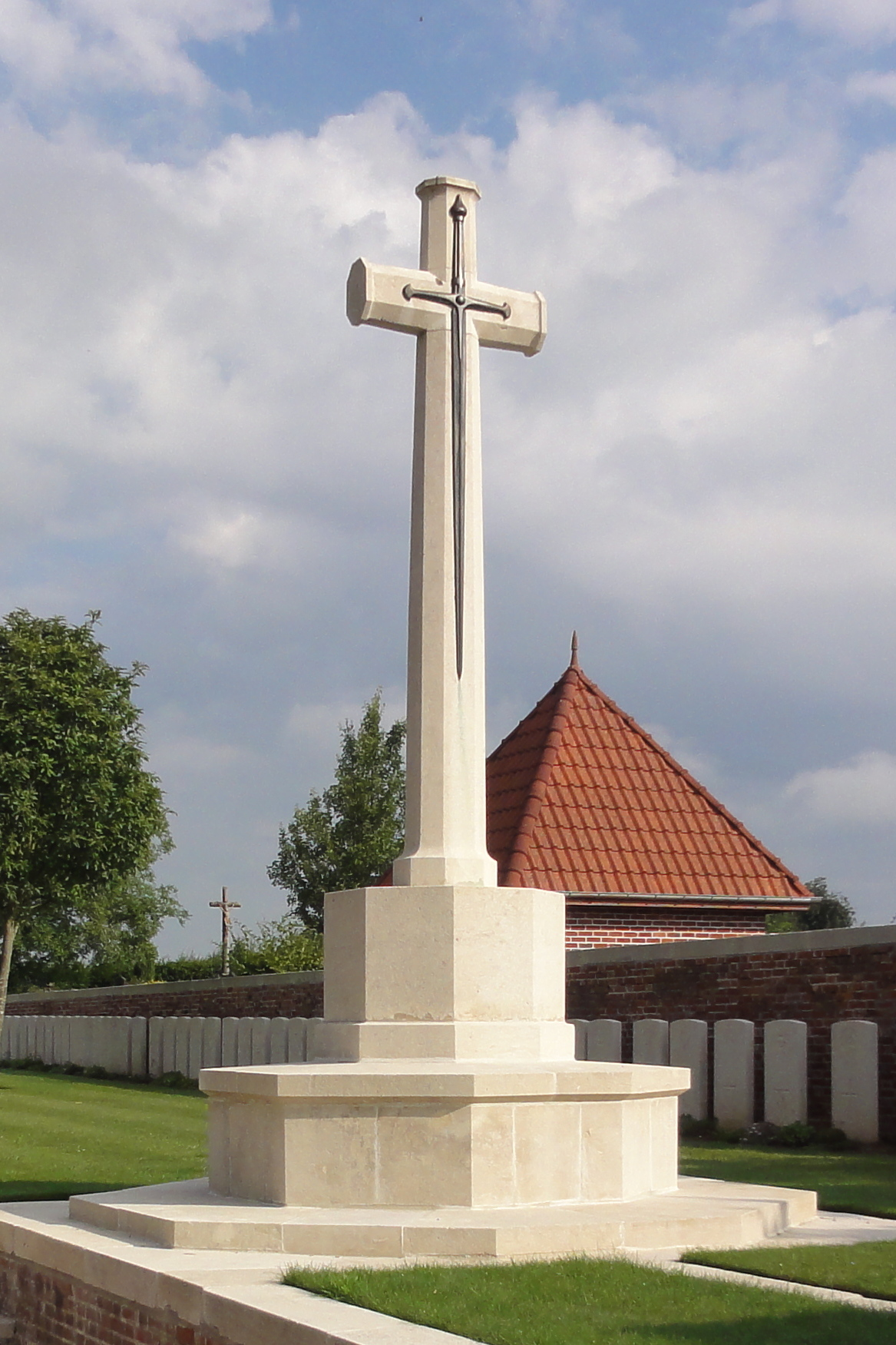

## Sépultures
| Pays        | Sépultures |
| ----------- | ---------- |
| Royaume-Uni | 118        |